# Le Terroriste (film, 1963)
Pour les articles homonymes, voir Le Terroriste.
Pour plus de détails, voir Fiche technique et Distribution.
Le Terroriste (titre original : Il terrorista) est un film italien réalisé par Gianfranco De Bosio sorti en 1963. Le réalisateur s'appuie sur son expérience dans la Résistance en Vénétie, à laquelle il prit part à Padoue sous le commandement de l'ingénieur Otello Pighin (it), de son nom de guerre « Renato », médaillé d'or pour sa vaillance militaire.

## Synopsis
Durant l’hiver 1943, un groupe de résistants dont l'animateur est « l'ingénieur » et les exécutants Rodolfo, Oscar et Danilo, réussit à faire exploser une charge à la Kommandantur de Venise. La réussite de l’opération est toute relative : une prostituée vénitienne y laisse la vie tandis que le commandant en réchappe. Les Allemands arrêtent quarante otages.
Les représentants des cinq partis clandestins d'opposition au sein du Comité de Libération qui représentent la Résistance à Venise se réunissent en secret mais sont très divisés sur la conduite à tenir et l’action clandestine en cours. Devant la menace des Allemands de fusiller les otages, le Comité décide de faire intervenir l'archevêque et de stopper, pour un moment, les attentats menés par « l’ingénieur ». Cependant, le soir même, un haut-parleur servant à la propagande fasciste saute.
Le médecin, Ugo, chargé de prévenir « l'ingénieur », hésite, consulte un vicaire résistant de ses amis et, finalement, laisse le groupe poursuivre son activité.
Le lendemain, un attentat contre La Gazette, un journal fasciste, échoue : « l’ingénieur » et Oscar sont poursuivis et Oscar tue un de ses poursuivants, mais ils parviennent malgré cela à fuir. Vingt otages sont fusillés, sans que l’on sache si ces représailles sont en lien direct avec les attentats en cours.
Le comte Penna représentant les Libéraux au comité clandestin ayant été appréhendé, c’est le vieux Pucci qui le remplace. La réunion secrète du Comité est encore plus houleuse que la fois précédente, d’autant que chacun des participants est sous la menace d’une arrestation imminente. De fait, durant la nuit, Pucci et le représentant socialiste « Quadro » sont appréhendés. Les trois autres membres du comité, le démocrate-chrétien « Nemo », le représentant du Parti d'action « Smith » et le communiste « Piero » sont cachés par Ugo dans sa clinique. Oscar est à son tour arrêté, et tandis qu’on l’emmène en bateau, celui qui l’interroge lui fait comprendre qu’il connaît  parfaitement bien l’identité exacte de « l’ingénieur » : c’est un professeur adjoint de physique à l’université de Padoue du nom de Renato Braschi.
Enfin prévenu, « l'ingénieur », qui a pu rencontrer pendant une heure Anna, sa femme, décide avec Ugo d'organiser à tous leur fuite en commun. Auparavant, il abat avec un fusil un tortionnaire SS, ce qui provoque le massacre de six otages par les fascistes, dont Oscar. Le lendemain, l’opération de fuite de Venise vers le continent est déclenchée, mais elle échoue car les Allemands et les fascistes étaient au courant : Renato est abattu et les trois chefs politiques cachés dans la clinique sont capturés. Seul Ugo, arrivant en canot à moteur et témoin des coups de feu est en mesure de s’enfuir à bord du bateau.

## Fiche technique
- Titre du film : Le Terroriste
- Titre original : Il terrorista
- Réalisation : Gianfranco De Bosio
- Scénario : Gianfranco De Bosio, Luigi Squarzina
- Photographie : Alfio Contini, Lamberto Caimi
- Musique : Piero Piccioni
- Décors : Mischa Scandella
- Montage : Carlo Colombo
- Production : Tullio Kezich, Alberto Soffientini
- Sociétés de production : 22 dicembre, Societé cinematographique Lyre
- Pays de production :  Italie
- Format : Noir et blanc
- Genre : Film de guerre
- Durée : 100 minutes
- Dates de sortie :
  -  Italie : septembre 1963 (Mostra de Venise)
  -  France : 27 mai 1965

## Distribution
- Gian Maria Volonté : Renato Braschi, l'ingénieur
- Philippe Leroy : Rodolfo Boscovich
- Giulio Bosetti : Ugo Ongaro
- Carlo Bagno : Oscar Varino
- Roberto Seveso : Danilo
- Raffaella Carrà : Giuliana
- Anouk Aimée : Anna Braschi
- Cesarino Miceli Picardi : le capitaine Rolli
- Mario Valgoi : le père di Carlo
- Tino Carraro : Smith De Ceva
- José Quaglio : Piero
- Gabriele Fautuzzi : Nemo Darin
- Giuseppe Soriani : le comte Alvise Pena
- Neri Pozza : maître Alfonso Pucci, l'avocat
- Franco Graziosi : Aldrighi
- Rina Tadiello : l'épouse du cheminot
- Carlo Cabrini : un membre du GAP

## Commentaires
Le Terroriste, seule et unique réalisation notable de Gianfranco De Bosio, est le « premier film qui ébranle le mythe de l'unité de la Résistance italienne » (Anne Kieffer, in Dictionnaire mondial des films, Éditions Larousse). C'est pourquoi, il « provoqua », en son temps, « un débat par son approche lucide et peu conventionnelle de la résistance au fascisme. » (Lorenzo Codelli, notule biographique consacrée à G. De Bosio, in Dictionnaire du cinéma, Éditions Larousse)
Anne Kieffer ajoute : « Le choix volontaire du site incertain de Venise amplifie symboliquement l'analyse et la charge du poids de l'Histoire. N'est-ce pas dans une ville aussi monumentalement figée dans le passé que s'élaborent les bases fondamentales de la future République italienne ? » (op. cité)
Freddy Buache définit la problématique du film ainsi : « De Bosio (...) montre l'enchaînement de la violence (terreur et contre-terreur) sans pour autant ouvrir un débat moral à ce sujet. Il refuse l'abstraction et  propose une analyse dialectique de la situation. » (op. cité) Ce que paraît confirmer le réalisateur lui-même lorsqu'il dit : « La Résistance italienne (1943) est analysée avec l'esprit de 1963. » Le titre du film le suggère d'ailleurs nettement. De Bosio poursuit : « Pendant la résistance, nous étions guidés par des espérances immenses, qui ont été déçues, mais il faut continuer à lutter et ne pas s'arrêter à ces déceptions. » (in : Cahiers du cinéma no 171, oct. 1965)
Freddy Buache estime, de son côté, que, si : « sur le fond, le film n'impose pas de conclusion, (il) laisse entendre, en un style dépouillé, d'une netteté de gravure, sans hésitation ni repentir, que peuvent se produire des "moments" où l'initiative individuelle doit perturber la politique politicienne. » (in : Le cinéma italien 1945-1990)
Le Terroriste est donc tout à la fois « un film d'action et de réflexion sur la Résistance, dans une Venise hostile et glauque, et une œuvre d'intelligence et de sensibilité. » (Emile Breton, Dictionnaire des cinéastes, Microcosme/Seuil)

## Le point de vue du réalisateur
« Je n'ai pas voulu écrire une histoire spécifiquement italienne mais traiter un cas général, valable dans tous les pays et placé au centre du problème des rapports entre l'action et la morale, entre l'action politique pure et l'activité de guerre et de résistance. Je n'ai pas voulu faire une épopée révolutionnaire mais plutôt un film de réflexion idéologique et morale. (...) J'ai connu un membre d'un GAP (Groupe d'action partisane) qui préconisait un attentat par jour. Mais j'ai tenté de présenter Braschi, l'ingénieur simplement comme un homme : je suis contre le "héros positif". » (Entretien de Gianfranco De Bosio avec Marcel Martin, Les Lettres françaises, 6/06/1964)